# Enric II de Babenberg

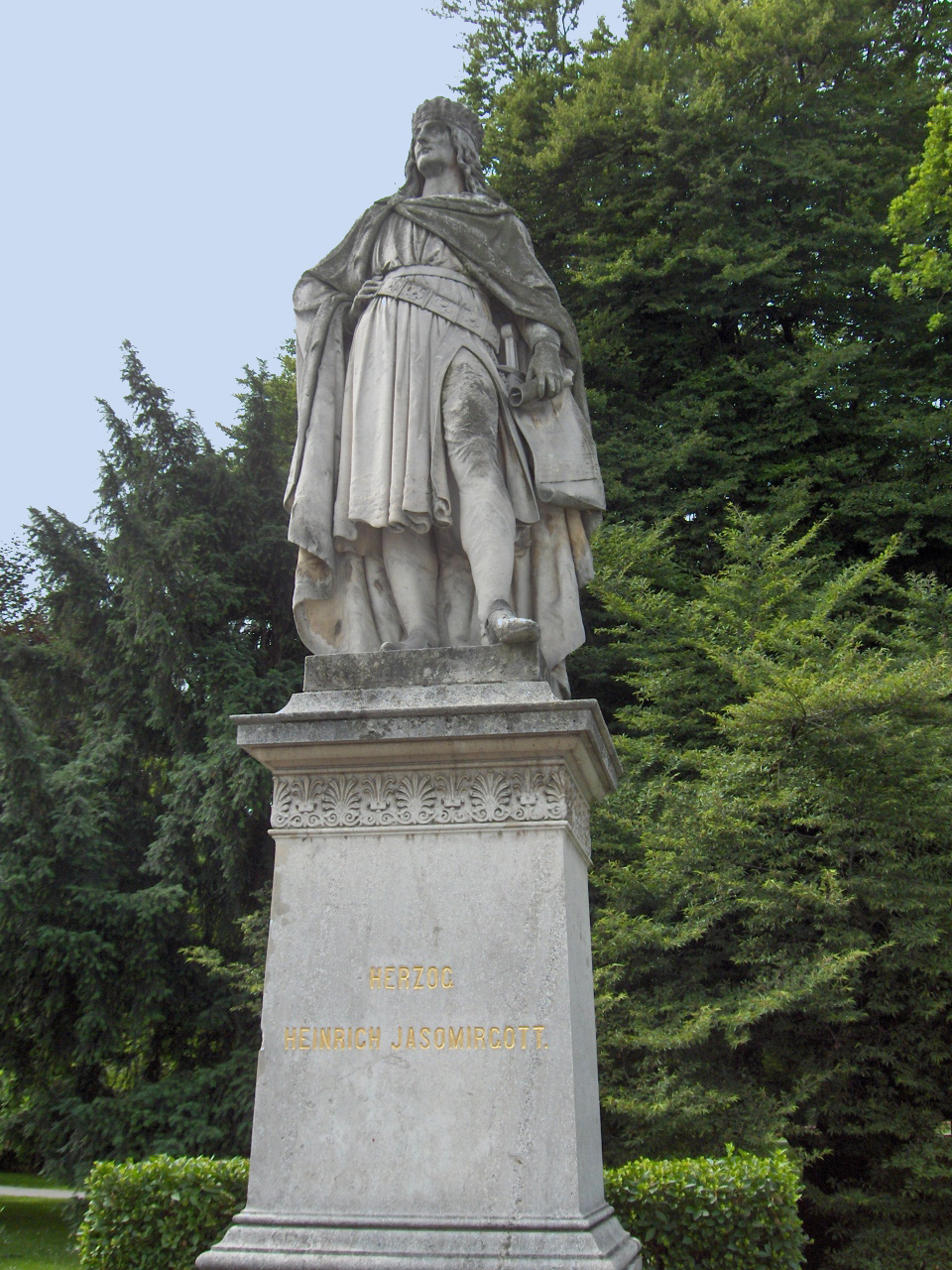
Estàtua d'Enric Jasomirgott a Viena

Enric II de Babenberg dit Jasomirgott (1107 – 13 de gener de 1177) fou comte palatí del Rin (1140-1141), duc de Baviera (Enric XI de Baviera 1143-1156) i marcgravi (Enric II d'Àustria 1141-1156) i després duc d'Àustria (Enric II d'Àustria 1156-1177) de la casa de Babenberg.

## Biografia
Fill del marcgravi Leopold III i d'Agnès de Francònia, fou designat el 1140 comte palatí del Rin. El 1141 va recollir la successió del seu germà gran Leopold I de Baviera i IV d'Àustria, mort subitament, en tant que marcgravi d'Àustria i duc de Baviera (1143). Va residir en l'antiga capital de Baviera, a Ratisbona o Regensburg.
L'1 de maig de 1142 es va casar amb Gertrudis de Saxònia (1115-1143), filla única de l'emperador Lotari de Supplinburg, però el matrimoni es va acabar l'any següent amb la mort de la noia.
El 1147 va participar en la seva condició de duc de Baviera a la Segona Croada, que va acabar en catàstrofe el 26 d'octubre de 1147 a l'Àsia Menor; pocs cavallers van aconseguir fugir, i entre els que van poder hi havia Enric II així com el jove Frederic de Suàbia, futur rei i emperador del Sacre Imperi Romanogermànic. A la tornada Enric II es va casar amb Teodora Comnena, princesa romana d'Orient neboda de l'emperador Manuel I Comnè.
En el conflicte entre els Welfs i els Hohenstaufen, Conrad III de Hohenstaufen havia confiscat el ducat de Baviera a Enric X el 1138 i el va cedir a la casa de Babenberg. El nou emperador Frederic I, va intentar un consens entre les dues parts enfrontades i va voler apaivagar als welfs, i el 1156 va retornar en feu el ducat de Baviera a Enric XII, fill d'Enric X. Per compensar d'aquesta pèrdua als Babenberg va concedir el Privilegium minus, pel qual la Marca Oriental de Baviera coneguda com a Àustria (Osterrichi) va esdevenir un ducat independent de Baviera.
Contràriament al seu pare que va residir a Klosterneuburg, Enric II va fer de Viena la seva nova capital marcgravial el 1145. Per aquesta decisió Viena va agafar avantatge sobre altres viles com Krems, Melk i Klosterneuburg i es va acabar com a capital definitiva del país. La construcció de la catedral de Sant Esteve, signe visible de la nova importància de la vila, es va acabar el 1147. La petita església romànica de l'època, situada a l'exterior de la població, fou consagrada el 8 de juny de 1147. El 1155, Enric II va fundar la Schottenstift, lloc on serà enterrat més tard. Aquests església va agafar el seu nom pels monjos irlandesos que s'havien encarregat de la construcció i que foren confosos amb escocesos. Un monument dedicat a Enric II es veu encara al dia d'avui a l'exterior de l'església.
Els dos matrimonis d'Enric amb dues filles d'emperadors testimonien la importància de la casa de Babenberg en aquell temps. El seu germà Otó, era bisbe de Freising i va redactar importants cròniques. El malnom de Jasomirgott, apareix al segle XIII en la forma Jochsamergott i s'ignora el sentit exacte; una teoria considera la possibilitat d'una transformació d'una paraula d'origen àrab per la seva participació en la croada el 1147; una llegenda popular veu en el malnom la frase Ja so mir Gott helfe («Que Déu m'ajudi»).
A final de novembre de 1176, Enric II fou víctima d'un accident prop de Melk quan es van enfonsar un pont. Va morir a causa de les ferides el 13 de gener de l'any següent a Viena. Segons el seu desig fou enterrat al Schottenstift. No obstant la seva tomba, buscada al segle XVI, no va poder ser trobada

## Matrimonis i fills
El 1142 es va casar amb Gertrudis de Saxònia (1115-1143), fille de l'empereur Lotari III de Supplimburg. Va morir l'any següent sense haver tingut fills.
Es va casar per segona vegada el 1149 amb Teodora Comnena, una neboda de l'emperador romà d'Orient Manuel I Comnè, amb la que va tenir a: 
- Agnès d'Àustria (1154-1182), casada el 1167 al rei Esteve III d'Hongria, i després al duc Herman II de Caríntia (mort el 1181)[1]
- Leopold V de Babenberg o Àustria (1157-1194)[1]
- Enric (1158-1223), duc de Mödling, casat el 1177 amb Rixa de Bohèmia (morta el 1182)[1]